# 黑斯廷斯之战
黑斯廷斯之战（英語：Battle of Hastings）是英国历史上的重要事件諾曼征服中最具決定性的一战，诺曼军队于1066年10月14日在东萨塞克斯黑斯廷斯附近击败英格兰国王哈罗德二世统帅的守军，哈罗德二世阵亡。
1066年9月29日，诺曼底公爵吉约姆二世（即征服者威廉）希望用他的军队取得英格兰的王位，军队出发后在英吉利海峡被飓风延迟，后于英格兰南岸的村庄佩文西登陆，未遇到抵抗。传说威廉登上海滩后不小心面朝下摔倒。为了不在军队面前出丑，他双手捧沙站起来喊道：「我现在拥有了英国的土地!」（这个故事与凯撒入侵不列颠的故事相似；也许是威廉的传记作者为了让威廉与凱撒有更多的共同点而编造的。）听到威廉军队登陆的消息之后，刚歼灭挪威国王哈拉尔三世的入侵军队的英格兰国王哈罗德二世，急忙召集他所能找到的军队，南下御敌。 
哈罗德在黑斯廷斯至伦敦的路上布置了他的军队，具体地点是在距黑斯廷斯六英里的森拉克山丘。他的后方是安德里达森林，前方是山谷。后来此战发生地被称作巴特尔（“Battle”，意即战斗，位于今日英国之东萨塞克斯郡），以纪念这个事件。
英王的军队估计为八千人以上，全部为步兵（英国士兵骑马到战斗地点，但到达之后下马步战）。其士兵包括正规兵（通常为土地拥有者），专业战士包括皇家卫队，还有一些临时征集的农民士兵。他们主要武器有剑，枪和威力强大的丹麦斧，防具有锁甲和圆盾。前锋是一排用盾牌结成的盾墙。前锋之后是正规军，最后是农民。整个军队沿山脊布阵（阵亡士兵倒下之后，后面的士兵可填补空缺），但是由于英军刚与挪威人打完斯坦福桥之战，实际上已经无力再战斗。
10月14日早晨，威廉公爵将他的军队在英军阵前展开，诺曼军队的军队数量与英军相仿，军团包括了威廉自己的诺曼军团，盟军布列塔尼军团和法国与佛兰德军团，甚至还有来自意大利的诺曼海盗。诺曼贵族们提供给威廉物资，支持入侵英格兰，以换取在英格兰的领地和头衔。普通士兵的军饷以现金和战利品支付，还有希望得到英国封地。诺曼军队以经典中世纪阵型展开，包括了三个军团-诺曼军团在中心，布列塔尼军团在左翼，法国-佛兰德军团在右翼。每个军团包括了步兵，骑兵和弓兵，并有弩兵。战斗开始时弓兵和弩兵站在战阵的最前列。
传说威廉的御用吟游诗人和骑士，爱乌·泰勒佛，请求其主人威廉让他第一个冲锋。威廉同意了他的请求，泰勒佛孤身衝向英军，挥舞着他的剑和骑枪并高唱着古版的《罗兰之歌》。这个故事最早的描述说一个英军骑士出阵迎击，但泰勒佛迅速将其斩首，并用他的头作为上帝保佑诺曼侵略军的见证。后来一些12世纪的来源说泰勒佛冲进了英军阵型，击毙了一到三名英军士兵，然后阵亡。

## 战斗过程

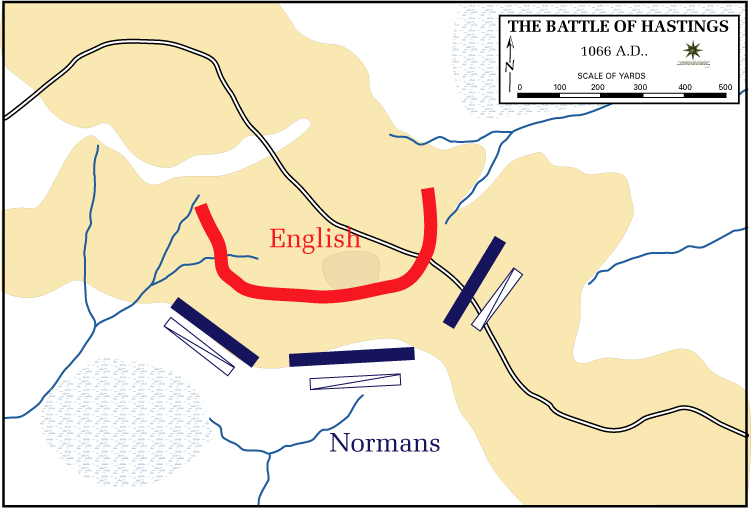
黑斯廷斯战役图。

战斗由诺曼弓兵和弩兵的齐射开始。但是由于诺曼弓威力不强，诺曼弩兵也未装备绞盘装置，所以无法穿透英军的盾牌，并且大部分弓箭飞到了英军后方的地上。诺曼军通常依靠拣敌人射来的箭以维持攻击，但是英军由于匆忙行军，并未带弓兵迎战，因此此轮弓箭攻击未对英军阵线造成任何伤亡或影响。
接下来诺曼步兵和骑兵进行了冲锋，由公爵本人和公爵的两个兄弟巴约的厄德和罗贝尔带领。在前锋线上，步兵和骑兵与防守的英军正面交锋了，但是由于英军使用威力强大的丹麦长斧，这一轮攻击只留下了一堆被砍倒的战马和尸体。英军的盾墙仍然坚不可摧，英军士兵开始高喊“神圣的十字”和“滚出去，滚出去”。
然后，左翼的布列塔尼军团与英军盾墙接触。由于对英军威力强大的防守没有经验和没有准备，布列塔尼士兵迅速溃退。英军的右翼，可能是在英王哈罗德的兄弟的带领下，冲出了阵型，下山进行追击。但是在平地上，没有盾墙的保护的情况下，此部分英军迅速被诺曼骑兵殺散。

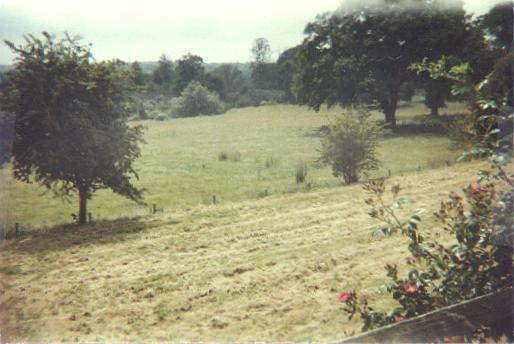
战役地點的現狀。

诺曼领主们注意到了英军士兵喜欢盲目追击的心理，开始命令诺曼骑兵重复使用“诈败”战术。在这一天中，诺曼骑兵在英军防守阵线前多次进行了攻击和溃退的表演。每次英军都会有一部分士兵追击看起来正在溃败的敌人，但每次都被诺曼骑兵回头歼灭。
诺曼军终于停止了攻击并重新集结，开始正面全力攻击英军盾墙，每次攻击都让盾墙弱了一分，并留下了大量的英军和诺曼军士兵的尸体。
在这一天快结束时，英军的防线已经几乎要崩溃了。诺曼底军队的步兵和骑兵的多次冲锋已经令英军防线极其薄弱，现在英军的防线已经充满了战斗力较低的农民军。但是威廉开始担心，如果夜晚来临，那么他自己同样疲惫的军团必须休整，也许必须回到船上，那时他们将成为英国海军的猎物。为此诺曼军准备进行孤注一掷的最终冲锋，威廉命令其弓兵和弩兵再次站到了前列，这次弓兵调整了射击角度，大部分弓箭落到了后方农民军的头顶，造成了大量的伤亡。正当诺曼步兵和骑兵接近时，英王哈罗德被弓箭射中，受到了致命伤。通常认为他的眼睛被一支弓箭穿透。英王哈罗德阵亡了，英国被带入了血腥的中世纪。
诺曼军的最后冲锋冲垮了英军左翼和右翼的防线，并开始向英军中心移动。英军防线开始动摇，盾墙防线已经有多处被诺曼士兵突破。英军的正规军，得到了英王已死的消息，开始慢慢从战场撤退。诺曼军终于占领了山头，并开始追击英军逃兵。哈罗德的皇家卫队“龙旗军团”和“战斗者军团”战斗至了最后一人，在哈罗德尸体周围形成了一个圆圈。

## 结果
只有一小部分英军成功退入了森林，一些诺曼士兵追击英军进入了森林，但在黑暗中被伏击并歼灭。威廉在刚刚占领的土地上休息了一晚上，然后开始了他的诺曼征服工作。他的军队在黑斯廷斯进行了约两个星期的休整，同时等待着英格兰的领主来向他表示服从。然后当他认识到了没有人会来表示服从的时候，他开始向伦敦进军。他的军队在十一月由于痢疾而大量减员，威廉本人也病倒了。但是他仍然带领着他的军队向首都进发，他的军队分三个纵队跨越了泰晤士河，威廉声称将围攻伦敦。 
在伦敦附近，英格兰贵族们进行了几次不成功的抵抗，剩下的英国领主们开始内讧。北方的伯爵爱德温和莫尔卡，伦敦州长艾瑟格，新英王埃德加二世（为了抵抗诺曼军，而被推选成为英王，但还未加冕）出城对威廉表示了服从。威廉于聖誕節在西敏寺被加冕為那年的第三個英格兰国王。
黑斯廷斯之战的遺址興建了一間巴特尔修道院（意即“战斗修道院”，真名為圣马丁修道院），在其高高的聖壇上矗立一個銘牌，標示著哈罗德戰死的地方。巴特尔这个聚居点也沿修道院四周發展，直至現在是一個小集市城鎮。
贝叶挂毯描述了黑斯廷斯之战的前后过程。
黑斯廷斯之战也是一個運用聯合作戰理論的好例子。諾曼弓箭手，騎兵和步兵聯合不讓英軍取得主動權，他們聯合起來，讓同樣裝備的英軍不得不只顧防守並只能執行很少次的戰略行動。
黑斯廷斯之战是历史上最後一次對英國成功的軍事入侵，自那以後再也沒有人能成功征服英國。古法語成為英國統治階級的語言近300年之久，並影響現代英語的許多詞彙。英法關係從這以後變得相當複雜，因為英國國王同時擁有法國貴族的身份，導致後來英國國王也有權力爭取法國王位，成為後來英法衝突的原因之一。

## 外部連結
- Barber, Luke; Sibun, Lucy. . Sussex Archaeological Collections. 2010, 148: 79–110. doi:10.5284/1085944 .
- Barlow, Frank. . Berkeley, CA: University of California Press. 1970. ISBN 0-520-01671-8.
- Barlow, Frank.  Fourth. New York: Longman. 1988. ISBN 0-582-49504-0.
- Bates, David. . London: Longman. 1982. ISBN 0-582-48492-8.
- Bates, David. . Stroud, UK: Tempus. 2001. ISBN 0-7524-1980-3.
- Battlefields Trust. . UK Battlefields Resource Centre.   [5 October 2016]. （原始内容存档于2021-10-14）.
- Bennett, Matthew. . Essential Histories. Oxford, UK: Osprey. 2001. ISBN 978-1-84176-228-9.
- Bennett, Matthew; Bradbury, Jim; DeVries, Kelly; Dickie, Iain; Jestice, Phyllis. . New York: St Martin's Press. 2006. ISBN 978-0-312-34820-5.
- Carpenter, David. . New York: Penguin. 2004. ISBN 0-14-014824-8.
- Coad, Jonathan. . English Heritage Guidebooks. London: English Heritage. 2007  [2022-05-25]. ISBN 978-1-905624-20-1. （原始内容存档于2022-04-09）.
- Coredon, Christopher.  Reprint. Woodbridge, UK: D. S. Brewer. 2007. ISBN 978-1-84384-138-8.
- Crouch, David. . London: Hambledon & London. 2007. ISBN 978-1-85285-595-6.
- Douglas, David C. . Berkeley, CA: University of California Press. 1964. OCLC 399137.
- English Heritage. .   [21 January 2021]. （原始内容存档于2022-03-27）.
- Freeman, Edward A.  III. Oxford, UK: Clarendon Press. 1869. OCLC 186846557.
- Fryde, E. B.; Greenway, D. E.; Porter, S.; Roy, I.  Third revised. Cambridge, UK: Cambridge University Press. 1996. ISBN 0-521-56350-X.
- Gravett, Christopher. . Campaign 13. Oxford, UK: Osprey. 1992. ISBN 1-84176-133-8.
- Hallam, Elizabeth M.; Everard, Judith.  Second. New York: Longman. 2001. ISBN 0-582-40428-2.
- Hare, J. N. . London: English Heritage. 1984: 11  [2022-05-25]. ISBN 9781848021341. （原始内容存档于2016-06-29） –Archaeology Data Service.
- Higham, Nick. . Stroud, UK: Sutton. 2000. ISBN 0-7509-2469-1.
- Huscroft, Richard. . New York: Longman. 2009. ISBN 978-1-4058-1155-2.
- Huscroft, Richard. . London: Pearson/Longman. 2005. ISBN 0-582-84882-2.
- Lawson, M. K. . Stroud, UK: Tempus. 2002. ISBN 0-7524-1998-6.
- Livesay, Edwina. . Sussex Past and Present. 2014, 133: 6.
- Marren, Peter. . Battleground Britain. Barnsley, UK: Leo Cooper. 2004. ISBN 0-85052-953-0.
- Musset, Lucien. . 由Rex, Richard翻译 New. Woodbridge, UK: Boydell Press. 2005. ISBN 1-84383-163-5.
- Nicolle, David. . Dubai: Brockhampton Press. 1999. ISBN 1-86019-889-9.
- Nicolle, David. . Oxford, UK: Osprey. 1987. ISBN 1-85532-944-1.
- Porter, Roy. . London: English Heritage. 2020. ISBN 978-1-910907-41-2.
- Rex, Peter. . Stroud, UK: Tempus. 2005. ISBN 978-0-7394-7185-2.
- Stafford, Pauline. . London: Edward Arnold. 1989. ISBN 0-7131-6532-4.
- Stenton, F. M.  Third. Oxford, UK: Oxford University Press. 1971. ISBN 978-0-19-280139-5.
- Thomas, Hugh. . Critical Issues in History. Lanham, MD: Rowman & Littlefield Publishers, Inc. 2007. ISBN 978-0-7425-3840-5.
- Walker, Ian. . Gloucestershire, UK: Wrens Park. 2000. ISBN 0-905778-46-4.
- Williams, Ann. . London: Hambledon & London. 2003. ISBN 1-85285-382-4.